# Göran Rydberg
Göran Rydberg, född 7 mars 1938 i Stockholm, död 25 december 2007 i Nacka, var en svensk musiker och under åren 1989–1998 chef för P2 Musikradion. 
Han spelade piano, cello, harpa, slagverk och klarinett. När dåvarande Riksradion 1980 inrättade en grupp med ansvar för ny och experimentell musik anställdes han som huvudansvarig för Studio Onsdag och den återkommande elektronmusikfestivalen bland flera uppgifter. 1989 utnämndes han till chef för Musikradion. 1998 lämnade han uppdraget som musikchef för att fram till sin pensionering återigen bli ansvarig för den elektroakustiska musiken.
Han var son till Harry Rydberg.